# Philipp Hartwich
Philipp Hartwich (* 11. September 1995 in Köln) ist ein deutscher Basketballspieler und -kommentator.

## Laufbahn
Hartwich spielte zunächst Handball, begann erst im Altersbereich U18 bei den RheinStars Köln mit dem Basketball auf Vereinsebene und wurde gleich in die U19-Mannschaft befördert. Mit der Herrenmannschaft der Kölner wurde er 2014 Meister der 2. Regionalliga.
2014 ging er in die Vereinigten Staaten, nahm an der University of Portland ein Studium (Hauptfach Kommunikationswissenschaft) auf und wurde Mitglied der Basketball-Mannschaft der Hochschule. Während Hartwich im Angriff unauffällig blieb, wurde er für Portland zur Stütze in der Verteidigung und stellte in seinen vier Jahren an der Uni mit insgesamt 160 geblockten Würfen eine neue Bestmarke für die Hochschulmannschaft auf. Hartwich stand für Portland in 117 Begegnungen auf dem Spielfeld und erzielte dabei im Durchschnitt 2,5 Punkte, 4,4 Rebounds sowie 1,4 Blocks pro Partie. Sein statistisch bestes Spieljahr war die Abschlusssaison 2017/18, in der der Kölner in sämtlichen 32 Partien in der Startaufstellung stand und Mittelwerte von 5,3 Punkten, 7,9 Rebounds sowie 2,3 Blocks je Begegnung verbuchte.
Seinen ersten Vertrag als Berufsbasketballspieler unterzeichnete er im Sommer 2018 beim spanischen Zweitligaverein CB Peñas Huesca. In seinem ersten Profijahr stand Hartwich in 34 Spielen der LEB Oro auf dem Feld und erzielte im Durchschnitt 5,3 Punkte sowie 5,2 Rebounds je Begegnung. Im Sommer 2019 wechselte er innerhalb der Spielklasse den Verein und schloss sich Melilla Baloncesto an. In 24 Saisonsätzen für Melilla erzielte er 6,2 Punkte, 6,7 Rebounds und 1,7 geblockte Würfe im Durchschnitt.
In der Sommerpause 2020 gelang ihm der Sprung in die Basketball-Bundesliga, der Kölner wechselte zum Mitteldeutschen BC. Für den MBC stand er in 33 Bundesliga-Spielen auf dem Feld und kam auf 4,2 Punkte sowie 3,5 Rebounds je Begegnung. Mit statistisch 1,7 geblockten Würfen je Einsatz stand er in der Hauptrunde der Saison 2020/21 ligaweit an der Spitze. Im Juni 2021 verpflichtete ihn mit der BG Göttingen ein anderer Bundesligist. Auch bei den „Veilchen“ blieb er ein Spieljahr, anschließend verließ Hartwich Niedersachsen und ging zum Bundesligakonkurrenten S.Oliver Würzburg. Er erlitt im Oktober 2022 eine Knieverletzung und bestritt in der Saison 2022/23 nur drei Bundesligaspiele.
Anfang Oktober 2023 verließ Hartwich Würzburg und ging nach Göttingen zurück. Für die Veilchen bestritt er im Mai 2024 auch sein 100. Bundesliga-Spiel. Anfang September 2024 gab Bundesliga-Konkurrent Rostock Seawolves Hartwichs Verpflichtung bekannt. Im Sommer 2025 wechselte er abermals den Verein und ging zu den Basketball Löwen Braunschweig.

### Nationalmannschaft
Im Mai 2018 wurde Hartwich in die deutsche A2-Nationalmannschaft und im Juni erstmals in die A-Nationalmannschaft berufen.

### Sonstiges
Im Mai 2024 war Hartwich erstmals als Basketballkommentator für den Sender Dazn tätig. Im September 2024 betreute er während des jährlichen Medientages der Bundesliga die Berichterstattung der Liga in Sozialen Medien. Seit Januar 2025 schreibt Hartwich eine monatliche Kolumne in der Basketballzeitschrift BIG.